# North Warren
North Warren es un lugar designado por el censo (en inglés, census-designated place, CDP) situado en el condado de Warren, Pensilvania, Estados Unidos. Según el censo de 2020, tiene una población de 1855 habitantes.

## Geografía
La localidad está ubicada en las coordenadas 41°52′59″N 79°9′59″O / 41.88306, -79.16639. Según la Oficina del Censo, tiene una superficie total de 21.22 km², de los cuales 21.21 km² corresponden a tierra firme y 0.01 km² están cubiertos de agua.

## Demografía
Según el censo de 2020, hay 1855 personas residiendo en la localidad. La densidad de población es de 87.46 hab./km². El 94.66% de los habitantes sonblancos, el 0.70% son afroamericanos, el 0.05% es amerindio, el 0.38% son asiáticos, el 0.49% son de otras razas y el 3.72% son de una mezcla de razas. Del total de la población, el 1.24% son hispanos o latinos de cualquier raza.